# チェ・ジョンユン
チェ・ジョンユン（崔 貞允、최정윤、1977年5月9日 - ）は、韓国の女優。身長162cm、体重46kg。

## 来歴
1991年、14歳の時にソウル牛乳のCFでデビュー。
1996年、SBSドラマ「美しい彼女」で女優デビュー。
2011年12月3日、イーランドグループ副会長パク・ソンギョンの長男ユン氏と結婚式を挙げる。

## 学歴
- 中央大学校 演劇映画学科
- 中央大学校大学院 映像芸術学科

## 出演作品

### ドラマ
- 美しい彼女（1997年、SBS） - チョ・ウニ役
- ミスターQ（1998年、SBS） - チョン・ナレ役
- サラン～LOVE～（1998年、MBC） - イ・ソクラン役
- 新貴公子（2000年、MBC） - チュ・ウナ役
- ホ・ギュン～朝鮮王朝を揺るがした男〜（2000年-2001年、KBS） - ソンオク役
- ストック〜君に贈る花言葉〜（2001年、KBS） - シニ役
- 屋上部屋のネコ（2003年、MBC） - ナ・ヘリョン役
- テルン選手村（2005年、MBC） - パン・スア役
- 愛は誰にも止められない（2006年、MBC） - ソ・ウンジュ役
- 不良カップル（2007年、SBS） - ハン・ヨン役
- ロマンスハンター（2007年、tvN） - ホン・ヨンジュ役
- その女が恐ろしい（2007年、SBS） - ペク・ウネ役
- ラスト・スキャンダル（2008年、MBC） - キム・ミニ役
- あなた、笑って（2009年、SBS） - ソ・ジョンギョン役
- マニー (MANNY)（2011年、tvN） - ソ・ドヨン役
- 烏鵲橋(オジャッキョ)の兄弟たち（2011年-2012年、KBS） - チャ・スヨン役
- 天使の選択（2012年、MBC） - チェ・ウンソル役
- がんばれ、ミスターキム！（2012年-2013年、KBS） - チョン・ジヨン役
- 私たち、恋してる（2014年、JTBC） - クォン・ジヒョン役
- 清潭洞スキャンダル（2014年-2015年、SBS） - ウン・ヒョンス役
- アモール・ファティ〜恋せよ、今（2021年、SBS） - ド・ヨンヒ役

### 映画
- 友引忌－ともびき－（2000年） - ソネ役
- ボイス（2002年） - ミン・ジャヨン役
- 輪廻 リ・インカーネーション（2003年） - ソン・ミヒャン役
- コックリさん（2004年） - ホギョン役
- ラジオ☆スター（2006年） - カン・ソギョン役
- あいつの声（2007年） - ハ・ジュウォン役(友情出演)
- カフェ・ノワール（2010年） - チョンユン役
- 俺はパパだ－終わりなき復讐－（2011年） - チャン・スギョン役

### ミュージックビデオ
- パク・ヘギョン - 告白（1999年）
- キム・ミンジョン -  夜雨（2000年）
- キム・ボムス - 一生の間（2003年）

## 受賞歴
- 2011年 : KBS演技大賞 ベストカップル賞 [3]
- 2014年 : SBS演技大賞 優秀演技賞[4]